# Przecinek (Putnowice Wielkie)
Przecinek – część wsi Putnowice Wielkie w Polsce położona w województwie lubelskim, w powiecie chełmskim, w gminie Wojsławice.
W latach 1975–1998 Przecinek administracyjnie należał do województwa chełmskiego.